# Reuben Rude
Pour les articles homonymes, voir Rude.
Reuben Rude (né à San Francisco) est un coloriste de bande dessinée et illustrateur américain.

## Prix et récompenses
- 1994 : Prix Eisner du meilleur coloriste pour Spawn (avec Steve Oliff et Olyoptics)